# Krępa Górna
Krępa Górna (prononciation : [ˈkrɛmpa ˈɡurna]) est un village polonais de la gmina de Lipsko dans le powiat de Lipsko de la voïvodie de Mazovie dans le centre-est de la Pologne.
Il se situe à environ 8 kilomètres à l'ouest de Lipsko (siège de la gmina et de la powiat) et à 126 kilomètres au sud de Varsovie (capitale de la Pologne).
Le village possède approximativement une population de 320 habitants en 2006.

## Histoire
De 1975 à 1998, le village appartenait administrativement à la voïvodie de Radom.